# Confederación Panamericana de Futsal
La Confederación Panamericana de Futsal (PANAFUTSAL) es uno de los organismos que dirigen la práctica del futsal (o fútbol de salón) en América, forma parte de la Asociación Mundial de Futsal AMF.
Era junto con la Confederación Sudamericana de Futsal una de las 2 entidades afiliadas a la AMF que organizaban algún evento en América.
Actualmente no organiza campeonatos ni de clubes ni de selecciones.

## Historia
La Confederación Panamericana de Fútbol de Salón fue fundada el 25 de septiembre de 1990 en la ciudad de Santa Fe de Bogotá en Colombia, tan pronto como fue disuelta la Federación Internacional de Fútbol de Salón (FIFUSA). En los años 1990 se dedicó a organizar torneos al margen de la FIFA a nivel mundial y continental pero la falta de afiliados y de patrocinadores obligó a descontinuarlos.
En el año 2000 firma una Carta de Intención para comenzar una negociación con la FIFA en la búsqueda de unificar el deporte del futsal, ya que ambas organizaciones (FIFA y PANAFUTSAL) tenían diferente visión del juego aunque la esencia era la misma y debido a que esas diferencias no pudieron ser zanjadas, además que la FIFA, al ser la entidad más poderosa, quería el control total del deporte y, agregado a esto, el rechazo por parte del Comité Olímpico Internacional para reconocer el futsal como deporte olímpico.
La PANAFUTSAL, junto a las confederaciones de Europa (UEFS) y Sudamérica (CSFS), terminaron fundando en diciembre de 2002 la Asociación Mundial de Futsal (AMF). Previamente a la fundación de la AMF, la PANAFUTSAL había organizado cuatro (4) mundiales a nombre de la desaparecida FIFUSA (Italia 1991, Argentina 1994, México 1997 y Bolivia 2000).
En un inicio estuvo conformada por las federaciones nacionales de Paraguay, Colombia, México, Uruguay, Argentina, Venezuela, Costa Rica, Puerto Rico y Bolivia. A medida que fue creciendo la PANAFUTSAL, se fue expandiendo a otros países del continente hasta cubrir los que tiene actualmente.

## Miembros afiliados
La Panafutsal cuenta con un total de 18 entidades nacionales directamente afiliadas 3 de Norteamérica, 5 de Centroamérica y el Caribe y 10 de Sudamérica.
| Institución                                           | Región                |
| ----------------------------------------------------- | --------------------- |
| Federación de Futsal de Antillas Neerlandesas         | Antillas Neerlandesas |
| Confederación Argentina de Fútbol de Salón            | Argentina             |
| Federashon Futbol di Sala (Aruba)                     | Aruba                 |
| Federación Boliviana de Fútbol de Salón - AMF         | Bolivia               |
| Confederação Nacional de Futebol de Salão             | Brasil                |
| Canadian Futsalon Federation                          | Canadá                |
| Asociación Deportiva de Fútbol Sala Chile             | Chile                 |
| Federación Colombiana de Fútbol de Salón              | Colombia              |
| Federación Costarricense de Fútbol de Salón (FECOFUS) | Costa Rica            |
| Federación Ecuatoriana de Fútbol de Salón             | Ecuador               |
| Federación Guatemalteca de Futsal                     | Guatemala             |
| Federación Mexicana de Futsal                         | México                |
| Federación Paraguaya de Fútbol de Salón               | Paraguay              |
| Asociación Peruana de Futsal                          | Perú                  |
| Asociación Puertorriqueña de Fútbol de Salón          | Puerto Rico           |
| Federación Uruguaya de Futsal                         | Uruguay               |
| U.S.Court Soccer Federation                           | Estados Unidos        |
| Federación Venezolana de Fútbol de Salón              | Venezuela             |